# سیارک ۲۳۴۰۶

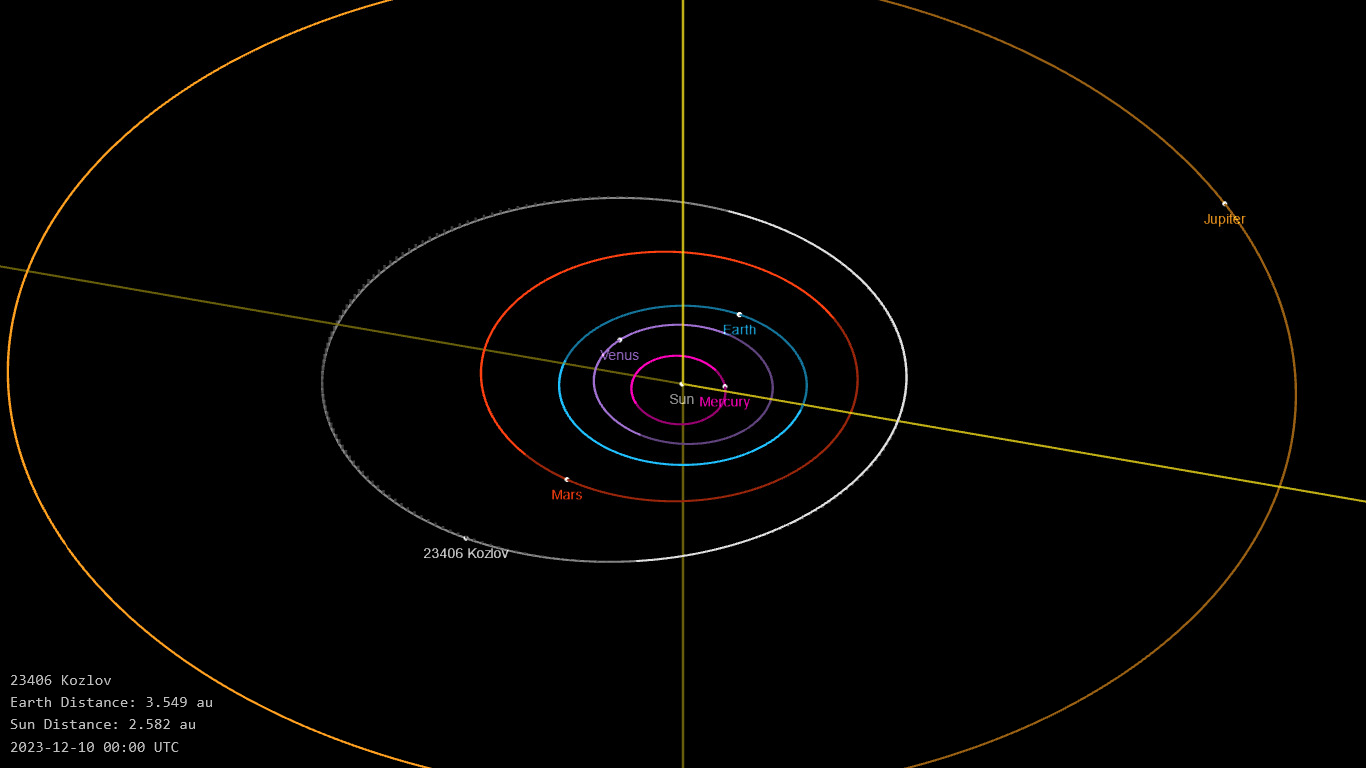
نمایی از محل قرارگیری سیارک ۲۳۴۰۶ در مدار – ۲۰۲۳

سیارک ۲۳۴۰۶ (به انگلیسی: 23406 Kozlov، نامگذاری:1977QO3) بیست و سه هزار و چهارصد و ششمین سیارک کشف شده‌است که در ۲۳ اوت ۱۹۷۷ کشف شد.
قدر مطلق سیارک برابر ۱۷.۸ است.